# Liste de musées en Belgique
Pour les autres articles nationaux ou selon les autres juridictions, voir Liste des musées par pays.
Cet article présente une liste de musées en Belgique (environ 112 au total, liste non exhaustive), triée par localisation (région, province, ville ou commune) et par nom.
Les musées belges, comme les autres matières culturelles, sont de la compétence des communautés en vertu des articles 127 de la Constitution et 4 de la loi spéciale du 8 août 1980. Cette liste est toutefois présentée sur une base régionale afin d'en faciliter la lecture. 
Néanmoins certaines institutions muséales particulières sont des établissements scientifiques fédéraux : les Musées royaux des Beaux-Arts de Belgique (MRBAB), l'Institut royal des Sciences naturelles de Belgique, le Musée royal de l’Afrique centrale et le Musées royaux d’Art et d’Histoire (MRAH) intégrant la politique scientifique fédérale ainsi que le Musée royal de l'Armée et de l'Histoire militaire géré par l'Armée belge.

## Région flamande

### Province d'Anvers

#### Anvers
- Maagdenhuis
- Maison des lettres
- Musée aan de Stroom
- Musée d'art contemporain d'Anvers, en néerlandais Museum van Hedendaagse Kunst Antwerpen (en abrégé MUHKA Antwerpen)
- Musée De Reede (nl)
- Musée royal des beaux-arts d'Anvers, en néerlandais Koninklijk Museum voor Schone Kunsten Antwerpen (en abrégé KMSK Antwerpen)
- Musée national de la marine
- Musée Mayer van den Bergh
- Musée de la mode d'Anvers, en néerlandais Modemuseum Antwerpen
- Musée de l'orfèvrerie Sterckshof à Deurne
- Musée de la photographie d'Anvers, en néerlandais FotoMuseum Antwerpen
- Musée Plantin-Moretus
- Musée de sculpture en plein air de Middelheim
- Rubenshuis
- Musée Red Star Line (nl)

#### Kalmthout
- Musée Bob et Bobette

#### Malines
- Musée Kazerne Dossin

#### Mol
- Musée Jakob Smits

#### Saint-Amand
- Musée provincial Émile Verhaeren

#### Turnhout
- Musée national de la carte à jouer de Turnhout

### Province du Brabant flamand

#### Dilbeek
- Musée du Tramway de Schepdael

#### Grimbergen
- Musée des techniques anciennes

#### Louvain
- Musée M
- Musée Spoelberch
- Scoutsmuseum, le musée du scoutisme et des Guides
- Musée de Zoologie de la KULeuven

#### Tervueren
- Musée royal de l’Afrique centrale (AfricaMuseum)

### Province de Flandre-Occidentale

#### Bruges
- Musée de la frite
- Musée Groeninge
- Musée Gruuthuse
- Memling in Sint-Jan

#### Coxyde
- Musée Paul Delvaux à Saint-Idesbald

#### Ostende
- Musée d'art à la mer (abrégé en Mu.ZEE)
- Musée des beaux-arts

### Province de Flandre-Orientale

#### Gand
- Musée d'archéologie industrielle et du textile
- Musée urbain d'art actuel (en néerlandais : Stedelijk Museum voor Actuele Kunst, abrégé en SMAK Gent)
- Musée des beaux-arts de Gand (en néerlandais : Museum voor Schone Kunsten, abrégé en MSK Gent)
- Musée de la Bijloke
- Musée de la vie populaire

#### Stekene
- Verbeke Foundation à Kemzeke

### Province de Limbourg

#### Genk
- Musée en plein air de Bokrijk

#### Tongres
- Musée gallo-romain de Tongres

## Région wallonne
- Musées et Société en Wallonie

### Province du Brabant wallon

#### Chastre
- Musée de la Première Armée française à Cortil-Noirmont

#### Genval
- Fondation Folon au château de La Hulpe

#### Ottignies-Louvain-la-Neuve
- Musée de l'eau et de la fontaine (MEF)
- Musée L (Musée universitaire de Louvain)
- Musée Hergé

#### Waterloo
- Musée de cire
- Musée Wellington

### Province de Hainaut

#### Aiseau-Presles
- Centre d'interprétation du Proto-béguinisme d'Oignies

#### Ath
- Espace gallo-romain
- Maison des Géants
- Musée de la Pierre de Maffle
- Musée d’Histoire et Folklore
- Musée national des Jeux de Paume

#### Binche
- Musée international du Carnaval et du Masque à Binche

#### Charleroi
- Bois du Cazier
- Musée de la photographie à Charleroi
- Musée des Beaux-Arts de Charleroi
- Musée des Chasseurs à pied
- Musée archéologique de Charleroi
- Musée du verre de Charleroi
- BPS22, musée d'art de la province de Hainaut

#### Comines-Warneton
- Musée du téléphone
- Musée de la rubanerie
- Centre d'interprétation Plugstreet 14-18
- Musée de la brasserie
- Musée de la menuiserie d'autrefois

#### Frasnes-lez-Anvaing
- Maison du sucre (musée fermé en 2014)

#### La Louvière
- Centre de la gravure et de l'image imprimée
- Keramis Centre de la céramique
- Musée Ianchelevici (MILL)

#### Leuze-en-Hainaut
- Mahymobiles

#### Mons
- Anciens Abattoirs de Mons
- Artothèque
- Beaux-Arts Mons (BAM)
- Chapelle du Bélian
- Chapelle Saint-Calixte de Mons
- Jardin géologique d’Obourg
- Maison Folie
- Maison Losseau
- Maison Van Gogh
- Mundaneum
- Musée de l'Amusette
- Musée des arts décoratifs François Duesberg
- Musée Espace Terre et Matériaux
- Musée du Doudou
- Mons Memorial Museum
- Musée d’histoire naturelle
- Musée de la route
- Musée Saint-Rémy
- Silex's - Centre d'Interprétation des minières néolithiques de silex de Spiennes

#### Morlanwelz
- Musée royal de Mariemont

#### Nimy
- Musée de Nimy - Carrefour de la Céramique

#### Seneffe
- Musée de l'orfèvrerie de la Communauté française de Belgique, dans le château de Seneffe

#### Tournai
- Maison Tournaisienne
- Musée d'archéologie
- Musée royal d'armes et d'histoire militaire
- Musée des beaux-arts
- Musée d'histoire et des arts décoratifs
- Musée d'histoire naturelle
- Musée de la Tapisserie et des Arts Textiles (TAMAT)
- Musée du Folklore et des imaginaires (MuFIm)

#### Trazegnies
- Musée « Vie et travail de nos aïeux »

### Province de Liège

#### Engis(Hermalle-sous-Huy)
- Bibliothèque et musée de la Gourmandise
- Musée Postes restantes

#### Ferrières
- Musée du château fort de Logne à Vieuxville
- Musée du jouet
- Musée de la vie rurale à Xhoris

#### Flémalle
- La Châtaigneraie
- Préhistomuseum
- Fort de Flémalle

#### La Calamine
- Museum Vieille Montagne

#### La Gleise (Stourmont)
- Musée Décembre 1944 (musée consacré à la Bataille des Ardennes)

#### Stavelot
- Trois musées se trouvent dans l'abbaye de Stavelot :  
  - Musée du circuit de Spa-Francorchamps
  - Musée de la principauté de Stavelot-Malmedy
  - Musée Guillaume Apollinaire

#### Spa
- Musée de la lessive
- Musée de la ville d'eaux

### Province de Luxembourg

#### Athus
- Musée de l'histoire sidérurgique d'Athus
- Musée des pompiers

#### Arlon
- Musée archéologique (vestiges gallo-romains et mérovingiens)
- Musée d'Autelbas (poteries mérovingiennes et carolingiennes)
- Musée Gaspar (art et histoire régionale)
- Musée du cycle à Weyler
- Musée du scoutisme

#### Bastogne
- Bastogne Barracks
- Bastogne War Museum
- Musée en Piconrue

#### Bertrix
- Au cœur de l'Ardoise

#### Libramont-Chevigny
- Musée des Celtes

#### Manhay
- BelMal

#### Marche-en-Famenne
- Musée de la Famenne

#### Redu
- MUDIA (musée didactique d'art)

#### Saint-Hubert
- Musée de la vie rurale en Wallonie et autres musées au Fourneau Saint-Michel
- Musée Redouté

#### Virton
- Musée gaumais

#### Wéris
- Musée des mégalithes

### Province de Namur

#### Andenne
- Musée de la céramique

#### Dinant
- La Maison de Monsieur Sax

#### Namur
- Musée africain de Namur
- Musée archéologique de Namur (Pôle muséal Les Bateliers)
- Musée des arts décoratifs de Namur dans l'Hôtel de Groesbeeck - de Croix (Pôle muséal Les Bateliers)
- Musée diocésain de Namur
- Musée provincial des Arts anciens du Namurois
- Musée provincial Félicien Rops
- Musée de la Fraise, à Wépion
- Computer Museum NAM-IP

#### Treignes
- Écomusée du Viroin
- Espace Arthur Masson
- Musée du chemin de fer à vapeur
- Musée du Malgré-Tout
- Musée du petit format